# Archer John Porter Martin
Archer John Porter Martin
(Londres, Inglaterra, 1 de marzo de 1910 - Londres, 28 de julio de 2002) fue un químico inglés galardonado con el Premio Nobel de Química del año 1952.
Nació el 1 de marzo de 1910 en la ciudad de Londres. Estudió química en la Universidad de Cambridge, se dedicó desde 1946 a la investigación en empresas privadas y en 1948 fue nombrado director de la sección de química y física del Instituto Nacional de Investigaciones Médicas de Londres.
Finalmente, murió el 28 de julio de 2002 en la ciudad de Londres.

## Investigaciones científicas
Especializado en bioquímica, y especialmente en la vitamina E y vitamina B2. Posteriormente se destacó por la cromatografía, creando las técnicas que permitieron la evolución de esta técnica de laboratorio. Martin desarrolló la cromatografía de la partición, mientras trabajaba en la separación de aminoácidos, así como la cromatografía gaseosa líquida.
En 1952 recibió el Premio Nobel de Química, compartido con Richard Laurence Millington Synge, por la invención de la cromatografía de la partición.
| Predecesor: Edwin McMillan Glenn T. Seaborg | Premio Nobel de Química 1952 | Sucesor: Hermann Staudinger |

- Datos: Q48977
- Multimedia: Archer John Porter Martin / Q48977